# Desa Selawangi (administrativ by i Indonesien, lat -7,33, long 108,09)
Desa Selawangi är en administrativ by i Indonesien.   Den ligger i provinsen Jawa Barat, i den västra delen av landet, 180 km sydost om huvudstaden Jakarta.